# محمد خواجه
محمد خواجه یکی از قبیله‌های بزرگ هزاره‌ها عمدتاً در افغانستان است که بیشتر از ولایت غزنی می‌باشند.

## تبار
هزاره‌های محمد خواجه متعلق به قبیلهٔ ترک یا ترکی-مغولی برلاس هستند که تا قرن شانزدهم (میلادی) به زبان جغتایی، یک زبان ترکی‌تبار از شاخهٔ قرلق، صحبت می‌کردند.

## امیر محمد خواجه
امیر محمد خواجه فرماندهٔ کُل سپاه ظهیرالدین محمد بابر از قبیلهٔ تیموری برلاس بود. سرزمین اجدادی او کِش، ترکستان در ازبکستان کنونی است. امیر محمد خواجه فرزند امیر حاجی سیف‌الدین بود که امیر حاجی سیف‌الدین در آغاز وزیر تیمور بود و بعداً به‌عنوان والی قندهار گماشته شد. پدربزرگ او، حاجی بیگ برلاس، رهبری برلاس را بر عهده داشت و عبدالله قرااناس را در جنوب خانات جغتای از قدرت سرنگون کرد. عبدالله که به تازگی قدرت را به دست گرفته بود، هنوز جوان و کم‌تجربه بود و حرکت او به کِش، حاجی بیگ را تهدید می‌کرد.
امیر محمد خواجه به «خواجه بزرگ» معروف بود و نام او در بسیاری از خطوط تاریخی از جمله بابرنامه بارها ذکر شده است. امیر، خان، میرزا، شیخ، سردار، بیگ، شاه، غازی و سلطان القابی است که تا امروز مختص ایلات برلاس و خاندان او هستند.
امیر محمد خواجه به‌عنوان سپهسالار قشون بابر در تمام نبردها برای تسخیر سلطنت دهلی حضور داشت و در طول مبارزه خود برای تصرف دهلی در هر نبرد، از جمله آخرین نبرد در پانی‌پت، به‌عنوان فرمانده کل ارتش بابر خدمت کرد. امیر محمد خواجه آب و هوای قاره‌ای را در آسیای مرکزی ترجیح می‌داد و هرگز نمی‌توانست خود را با هوای گرم دهلی وفق دهد. بنابراین او بقیه عمرش را در شاران که امروزه در واقع پکتیکا، افغانستان است، گذراند و در همان‌جا نیز به خاک سپرده شد.

## افراد برجسته
- فیض‌محمد کاتب
- سردار محمد عظیم خان
- نور محمد خان هزاره
- عبدالواحد سرابی
- حبیبه سرابی
- رمضان بشردوست
- عزیز رویش